# Dansurile polovțiene
Dansurile polovțiene (titlul original: în rusă Половецкие пляски, transliterat: Polovețkie pliaski) este un balet într-un tablou compusă de Aleksandr Porfirievici Borodin, coregafia semnată de Mihail Fokin, extras din actul al II-lea al operei Cneazul Igor de același compozitor, a cărui premieră a avut loc în 19 mai 1909 la „Théâtre du Châtelet” din Paris. 

## Personajele
- Hatmanul polovțienilor, Konceak
- fete polovțiene
- războinici polovțieni[1]

## Rezumat
Se crapă de ziuă, în tabăra Hanului Konceak, iar focul taberei încă pâlpâie. Fetele polovțiene dansează și cântă un cântec în care compară o floare care dorește să fie udată cu o fată care speră la o întâlnire cu iubitul ei. Se apropie alte fete, care încep să danseze împreună, formând două cercuri. Deodată apar războinicii și apoi conducătorul lor, care a dus armata polovțienilor la victorie, executând un dans războinic alert. Tensiunea dansului crește treptat, după care Hatmanul îi antrenează într-un iureș sălbatic, reflexie al sentimentului lor războinic.